# Krušedol Prnjavor
Krušedol Prnjavor (izvirno srbsko Крушедол Прњавор) je naselje v Srbiji, ki upravno spada pod Občino Irig; slednja pa je del Sremskega upravnega okraja.

## Demografija
V naselju, katerega izvirno (srbsko-cirilično) ime je Крушедол Прњавор, živi 233 polnoletnih prebivalcev, pri čemer je njihova povprečna starost 46,9 let (44,8 pri moških in 48,8 pri ženskah). Naselje ima 109 gospodinjstev, pri čemer je povprečno število članov na gospodinjstvo 2,47.
To naselje je, glede na rezultate popisa iz leta 2002, večinoma srbsko.
|  |

| Demografija | Demografija     | Demografija     |
| Leto        | Št. prebivalcev | Št. prebivalcev |
| ----------- | --------------- | --------------- |
|             |                 |                 |
|             |                 |                 |
|             |                 |                 |
|             |                 |                 |
| 1948        | 611             |                 |
| 1953        | 578             |                 |
| 1961        | 553             |                 |
| 1971        | 481             |                 |
| 1981        | 276             |                 |
| 1991        | 229             | 229             |
| 2002        | 289             | 277             |
|             |                 |                 |

| Etnična sestava po popisu iz leta 2002 | Etnična sestava po popisu iz leta 2002 | Etnična sestava po popisu iz leta 2002 | Etnična sestava po popisu iz leta 2002 | Etnična sestava po popisu iz leta 2002 |
| -------------------------------------- | -------------------------------------- | -------------------------------------- | -------------------------------------- | -------------------------------------- |
| Srbi                                   | Srbi                                   |                                        | 269                                    | 97,11%                                 |
| Madžari                                | Madžari                                |                                        | 3                                      | 1,08%                                  |
| Jugoslovani                            | Jugoslovani                            |                                        | 3                                      | 1,08%                                  |
| Hrvati                                 | Hrvati                                 |                                        | 1                                      | 0,36%                                  |
| Makedonci                              | Makedonci                              |                                        | 1                                      | 0,36%                                  |
| Neznano                                | Neznano                                |                                        | 0                                      | 0,0%                                   |